# Puntland
Puntland er en tidligere region i det nordøstlige Somalia. I 1997 erklærede områdets de facto-lederskab, at Puntland var en autonom stat, men det er endnu ikke blevet anerkendt af noget land eller nogen international organisation.
Mod vest grænser Puntland op mod Somaliland, der er en anden ikke-anerkendt stat, der har forsøgt at løsrive sig fra Somalia. Der bor cirka 4.8 millioner mennesker i Puntland og 150.000 puntlandæner i Oman ( Dhofar-provinsen ) og i Dollo Zone Etiopien.